# Tirà de ventre xocolata
El tirà de ventre xocolata (Neoxolmis rufiventris) és un ocell de la família dels tirànids (Tyrannidae) i única espècie del gènere Neoxolmis.

## Hàbitat i distribució
Zones de matoll de l'oest de l'Argentina.